# Oliarces clara
Oliarces clara är en insektsart som beskrevs av Banks 1908. Oliarces clara ingår i släktet Oliarces och familjen Ithonidae. Inga underarter finns listade i Catalogue of Life.